# Gurli Ewerlund
Gurli Ewerlund, (Hulda Gunhild Axelina Andersson) född 13 oktober 1902 i Malmö S:t Petri församling, Malmö, död 10 juni 1985 i Slottsstadens församling, Malmö, var en svensk simmare som simmade för Malmö SS.
Hon blev olympisk bronsmedaljör i Paris 1924, då hon simmade stafetten på 100 m frisim. tillsammans med Aina Berg, Wivan Pettersson och Hjördis Töpel.